# タトラKT8D5
タトラKT8D5は、かつてチェコスロバキア（現：チェコ）のプラハに存在したČKDタトラが製造した路面電車車両（タトラカー）の1つ。大量輸送が可能な3車体連接車で、チェコスロバキアや北朝鮮など社会主義諸国に導入された。

## 導入までの経緯
チェコスロバキア（現：チェコ）の首都・プラハを走るプラハ市電には、1951年のタトラT1以降、地元のČKDタトラで製造されたタトラカーと呼ばれる路面電車車両の導入が続いていた。1960年代以降は1両でも運転可能なタトラT3の大量導入が実施されたが、1970年代以降は車体形状や制御装置を一新した新型車両が他都市に導入されるようになり、プラハ市電を運営していたプラハ公共交通公社（Dopravní podnik hl. m. Prahy）は電機子チョッパ制御などの新技術を導入した新機軸の車両を開発するようタトラ国営会社へと依頼した。これを受け、1967年の時点で検討されていた3車体連接車の開発計画を応用する形で設計が行われたのがKT8D5である。

## 概要
編成は3つの連接車体で構成され、先頭車体（A車・B車）には運転台が設置されているため、ループ線が存在しない路線・系統でも折り返し運転が可能となっている。また自動連結器が搭載されているため、KT8D5同士を始めとする連結運転が可能である。折戸式の乗降扉は車体両側面に設置され、先頭車体には2箇所、中間車体（C車）には1箇所に存在する。車内には革張りのクロスシートが配置され、屋根上の暖房ユニットや発電ブレーキからの排熱を利用した温風を車内に送り込むスロットが設置されている一方、冷房は設置されておらず外部からの換気による温度調節がなされる。
2基の主電動機（出力45 kw）が搭載された動力台車は歴代のタトラカーと同様にアメリカのPCCカーを由来とした構造が引き続き採用され、車輪は防振ゴムを挟み騒音や振動を防ぐ弾性車輪となっている。運転台からの速度制御についてもPCCカーと同様に足踏みペダル式となっている。制御装置は電機子チョッパ制御（TV3）が用いられる。先頭車体の屋根上には集電装置（パンタグラフ）に加えて抵抗器や換気装置、暖房ユニットが搭載されている。

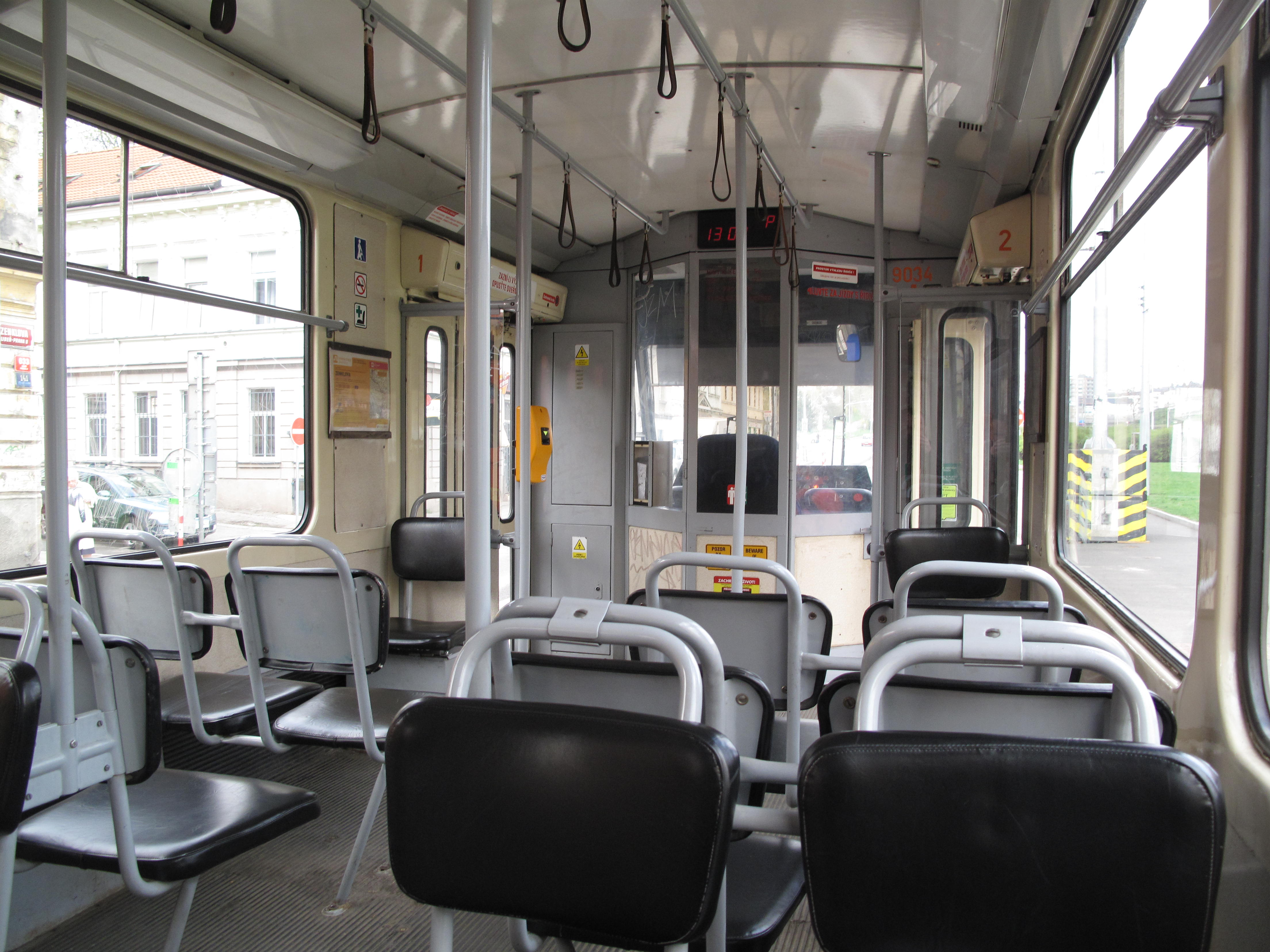
車内
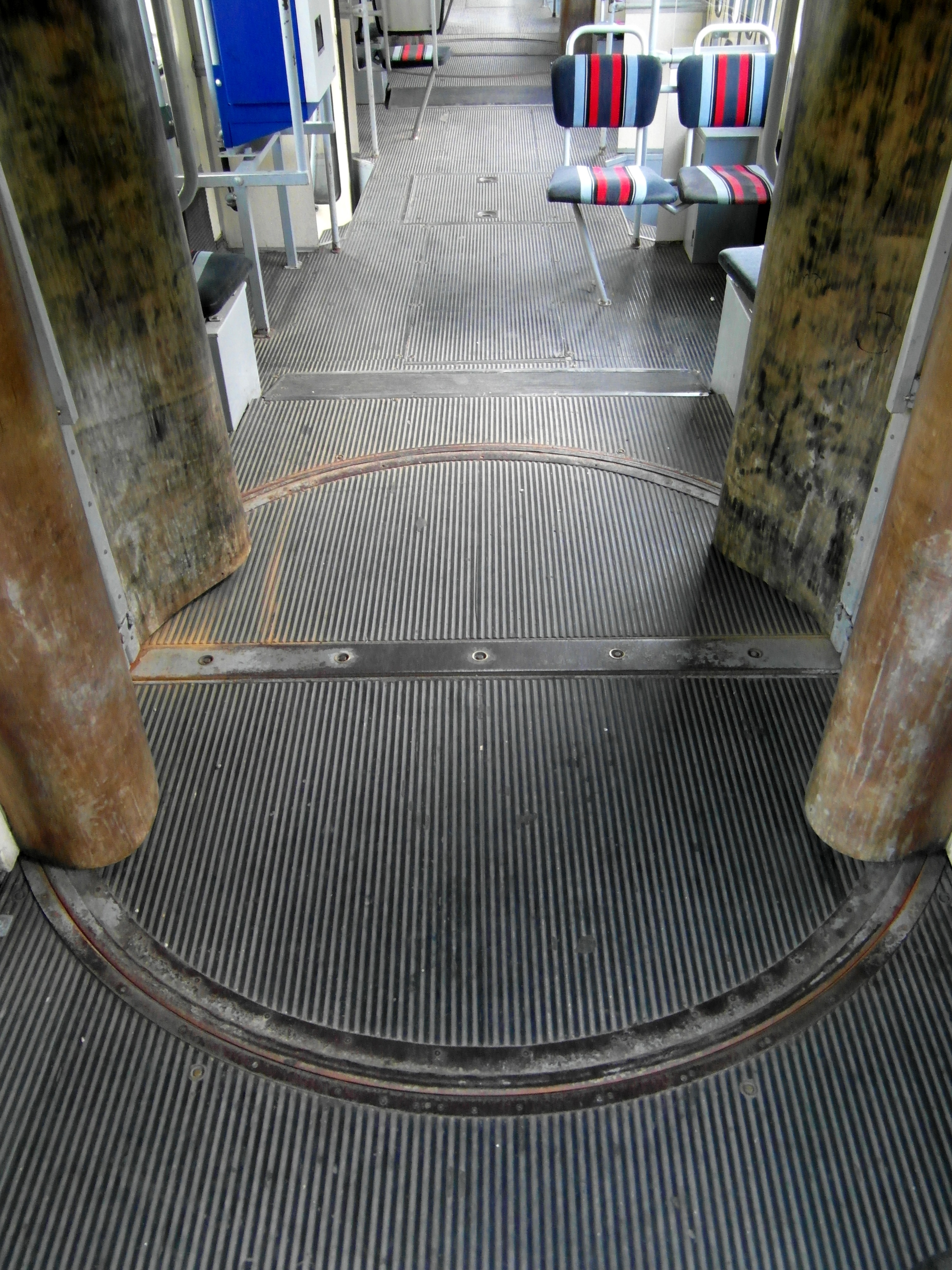
連接部分（シュトラウスベルク鉄道）
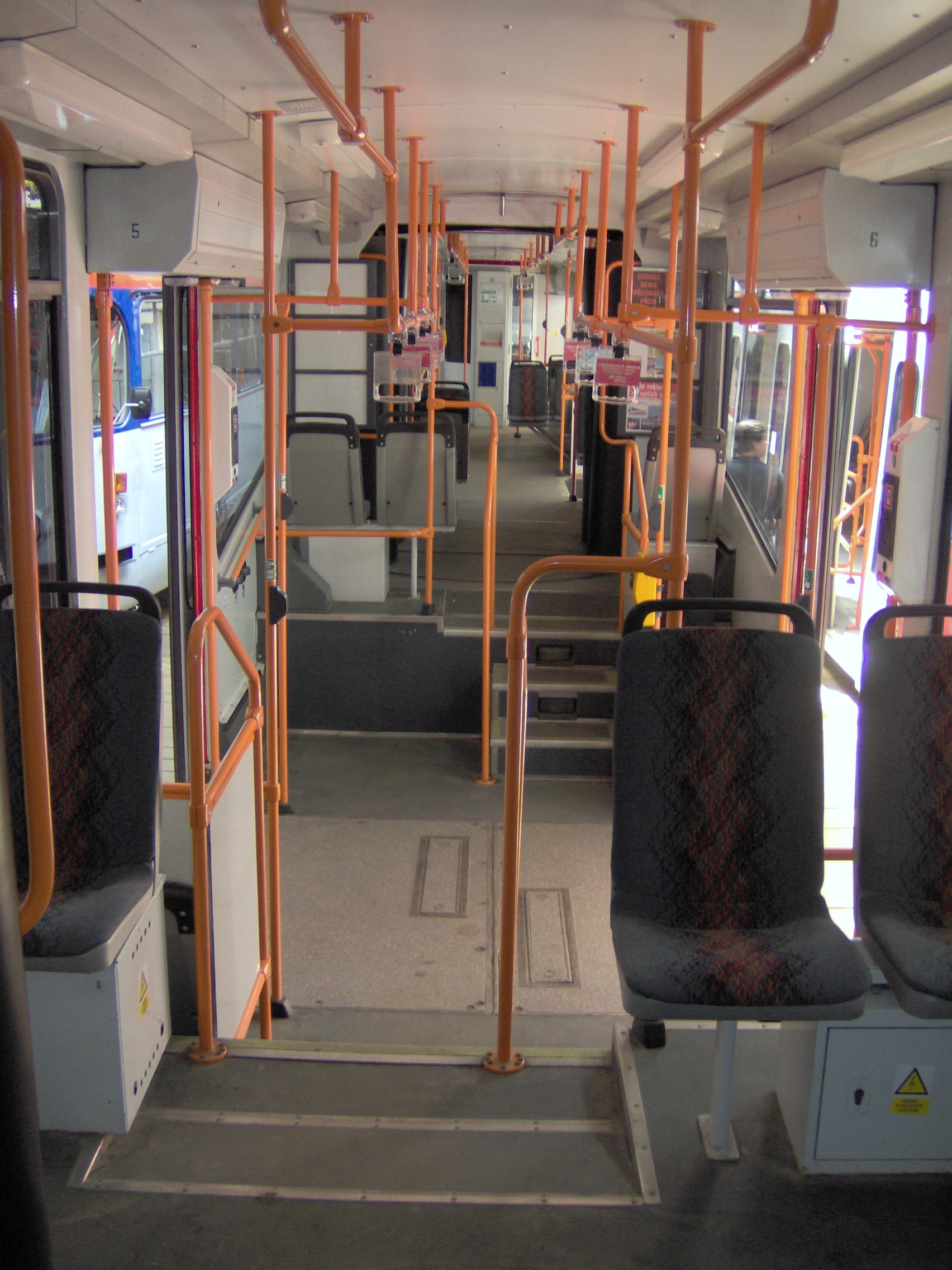
KT8D5Nの中間車体は乗降扉付近が低床構造となっている
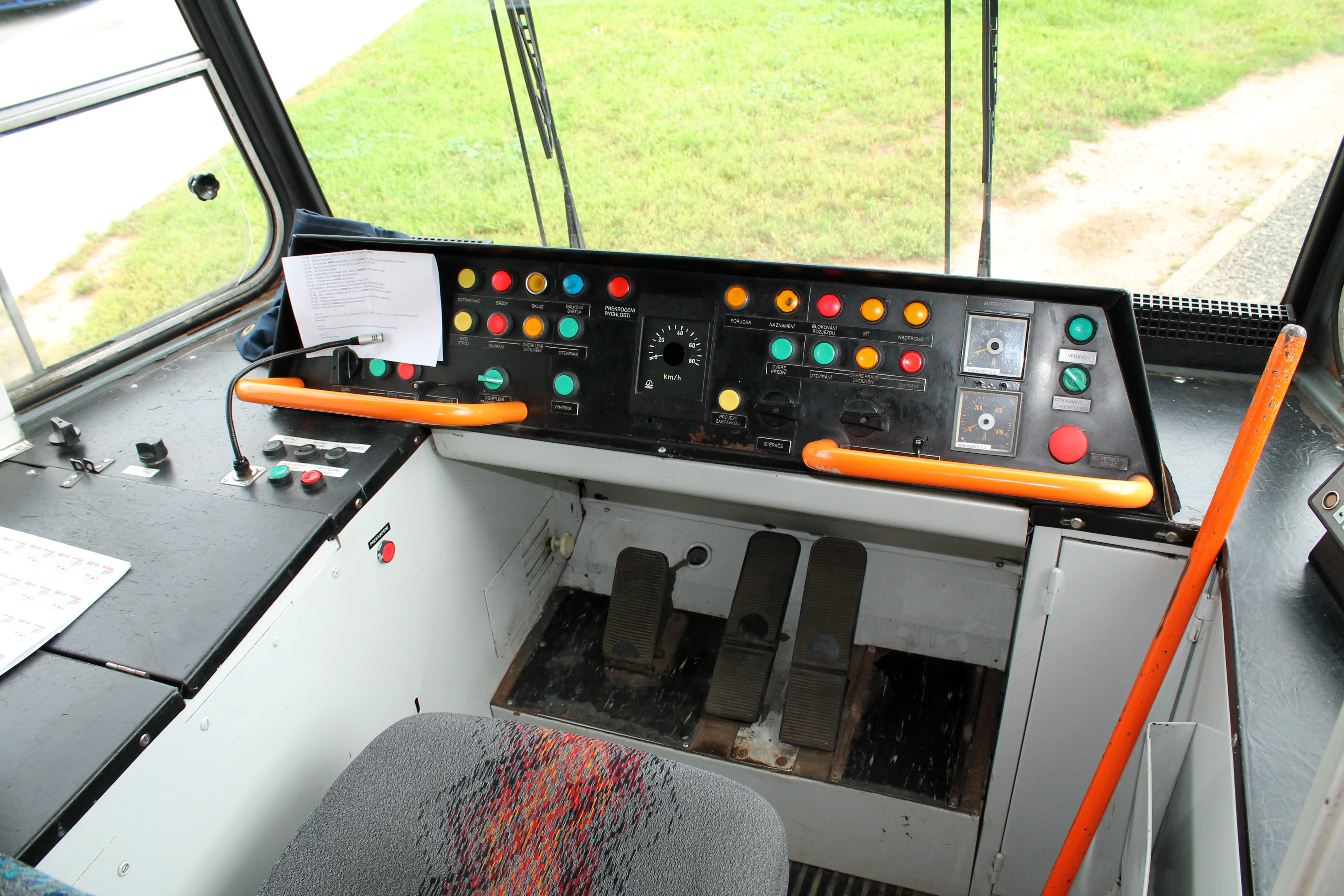
運転台

## 運用
1984年に2両の試作車が完成し、プラハ市電で試運転が実施された後、1986年から量産が開始された。導入地域や製造年代によって以下の形式が製造されたが、車体幅が2,480 mmと広く取られた事からプラハ市電など導入にあたって電停や線形の改良が必要となった地域も存在した。
- KT8D5 - 主にチェコスロバキア向けに製造された形式。現在のスロバキアにあたる1都市、チェコに含まれる5都市に加え、ソビエト連邦（現：ロシア連邦）にも1両だけ導入された。依頼元であるプラハ市電には290両もの大量導入が実施される予定であったが、切り離す事が不可能な大型連接車体を有するKT8D5が走行可能な系統が限られていた事に加えて車両の品質の悪さが要因となり、最終的な両数は48両に留まった[4][5]。
- KT8D5SU - 元はソビエト連邦向けに製造された形式だったが、ヴォルゴグラード（ヴォルゴグラード・メトロトラム）への発注がキャンセルされたためチェコスロバキア（現：チェコ）のブルノ市電で使用される事となった[4][17]。
- KT8D5K - 朝鮮民主主義人民共和国（北朝鮮）の首都・平壌の路面電車（平壌市電）が1991年に開通した事に合わせて発注が行われた形式。46両が製造されたが、そのうち1両はボスニア・ヘルツェゴビナのサラエボ市電で使用されている[4][18][19]。
- KT8D5N - チェコのブルノ市電向けに、1998年から1999年まで7両が製造された形式。中間車体の乗降扉周辺が床上高さ375 mmの低床構造となっている他、制御装置もIGBT素子を用いたTV14D形に変更されている[20]。

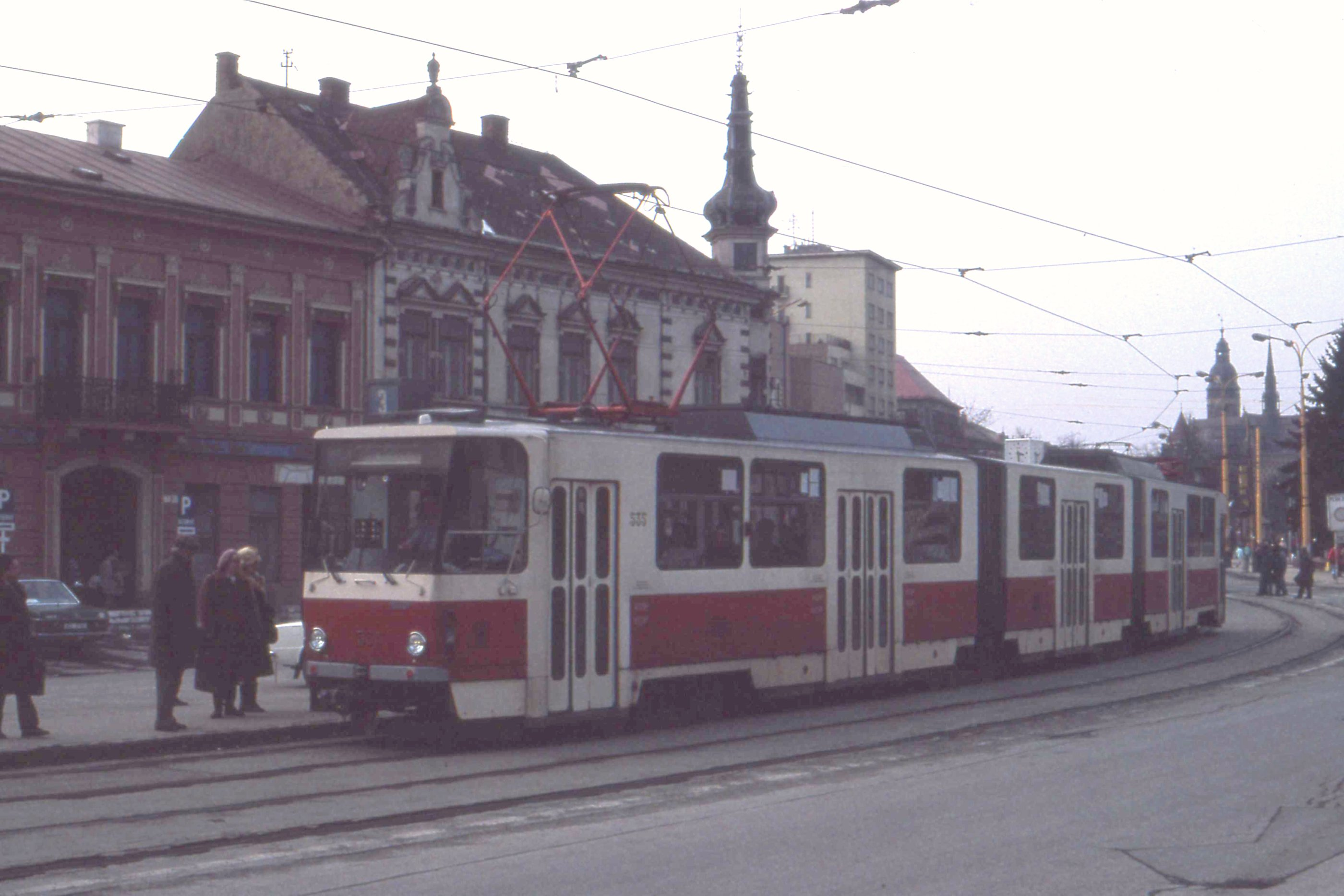
KT8D5（コシツェ）
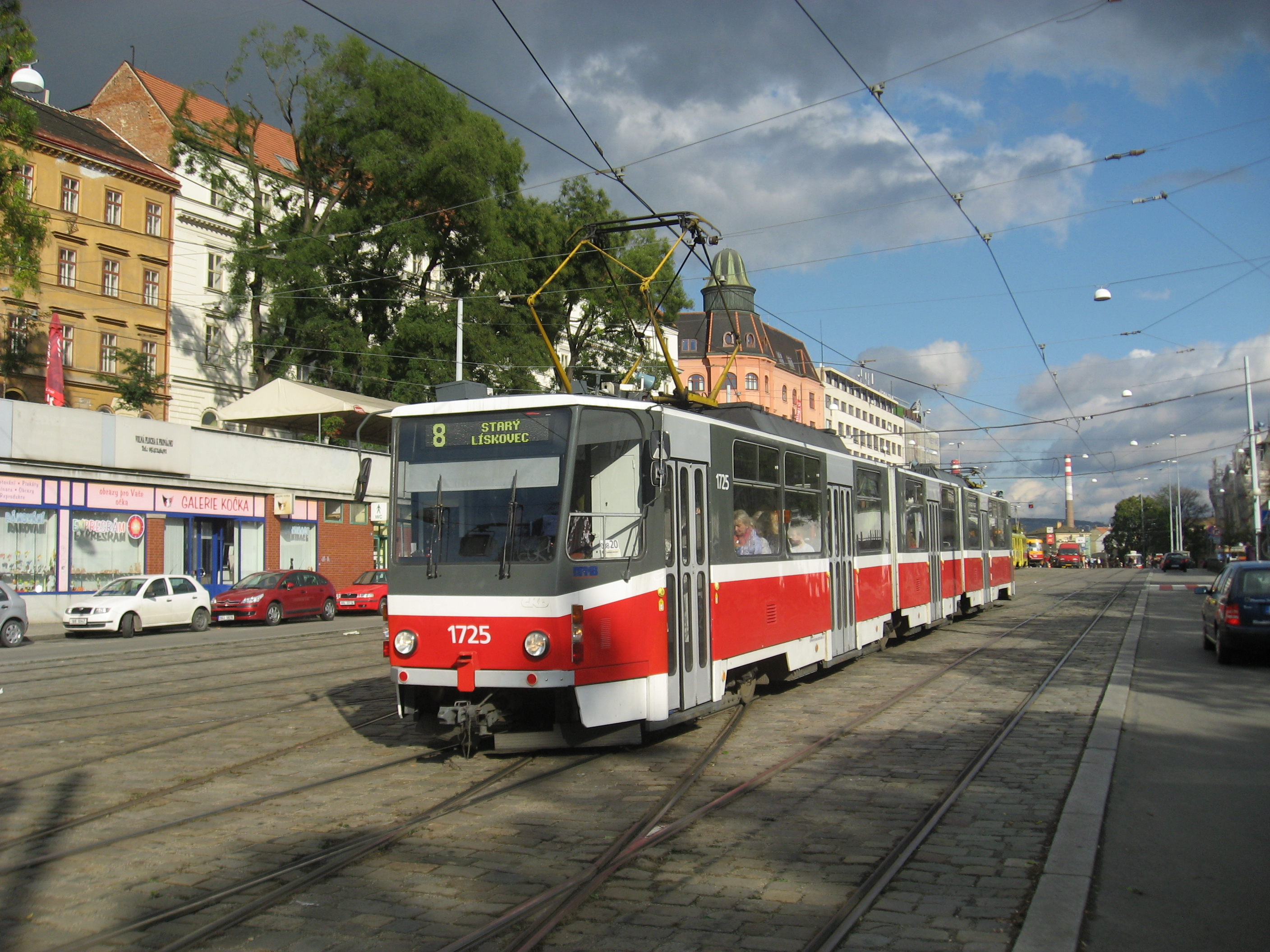
KT8D5SU（ブルノ）
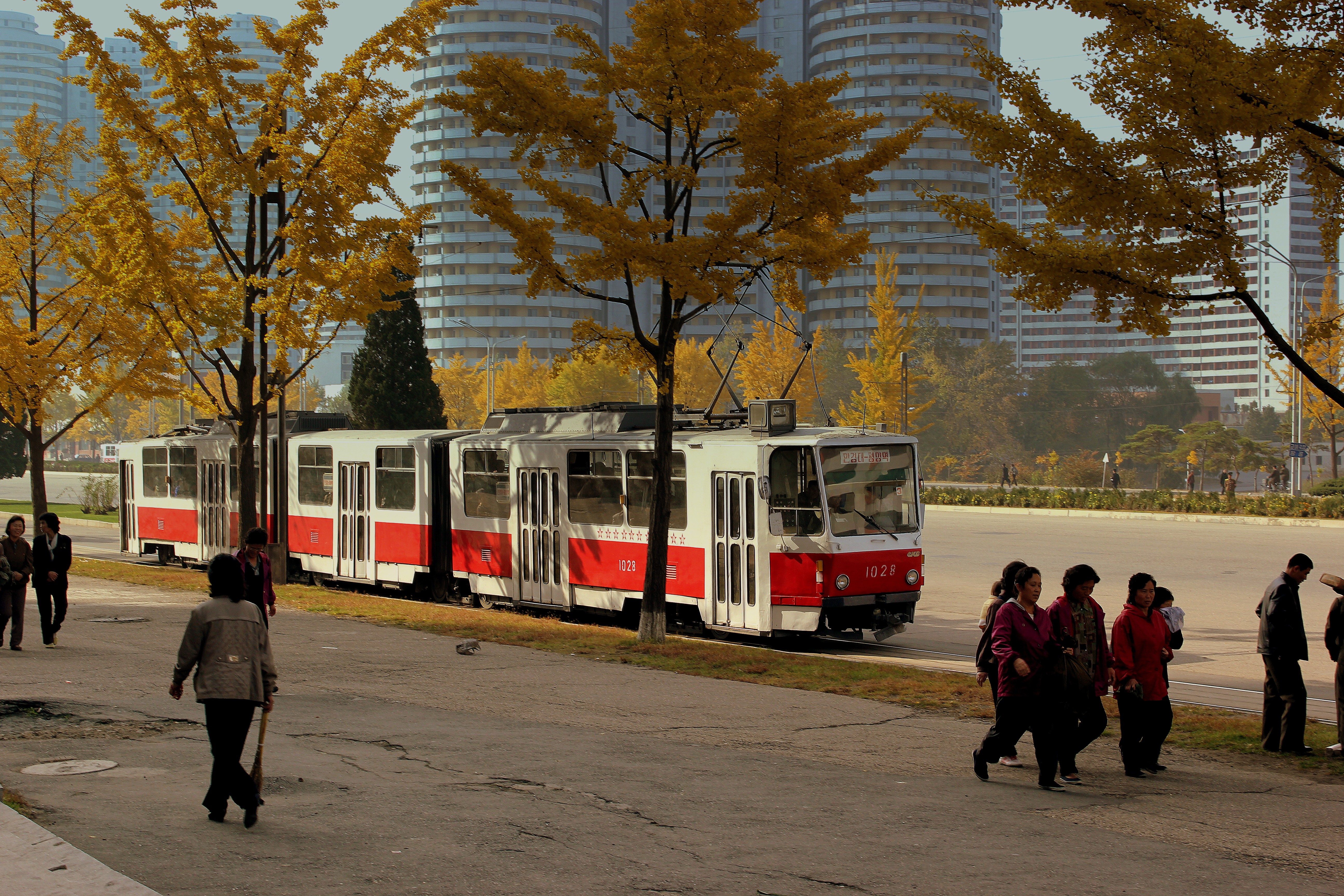
KT8D5K（平壌）
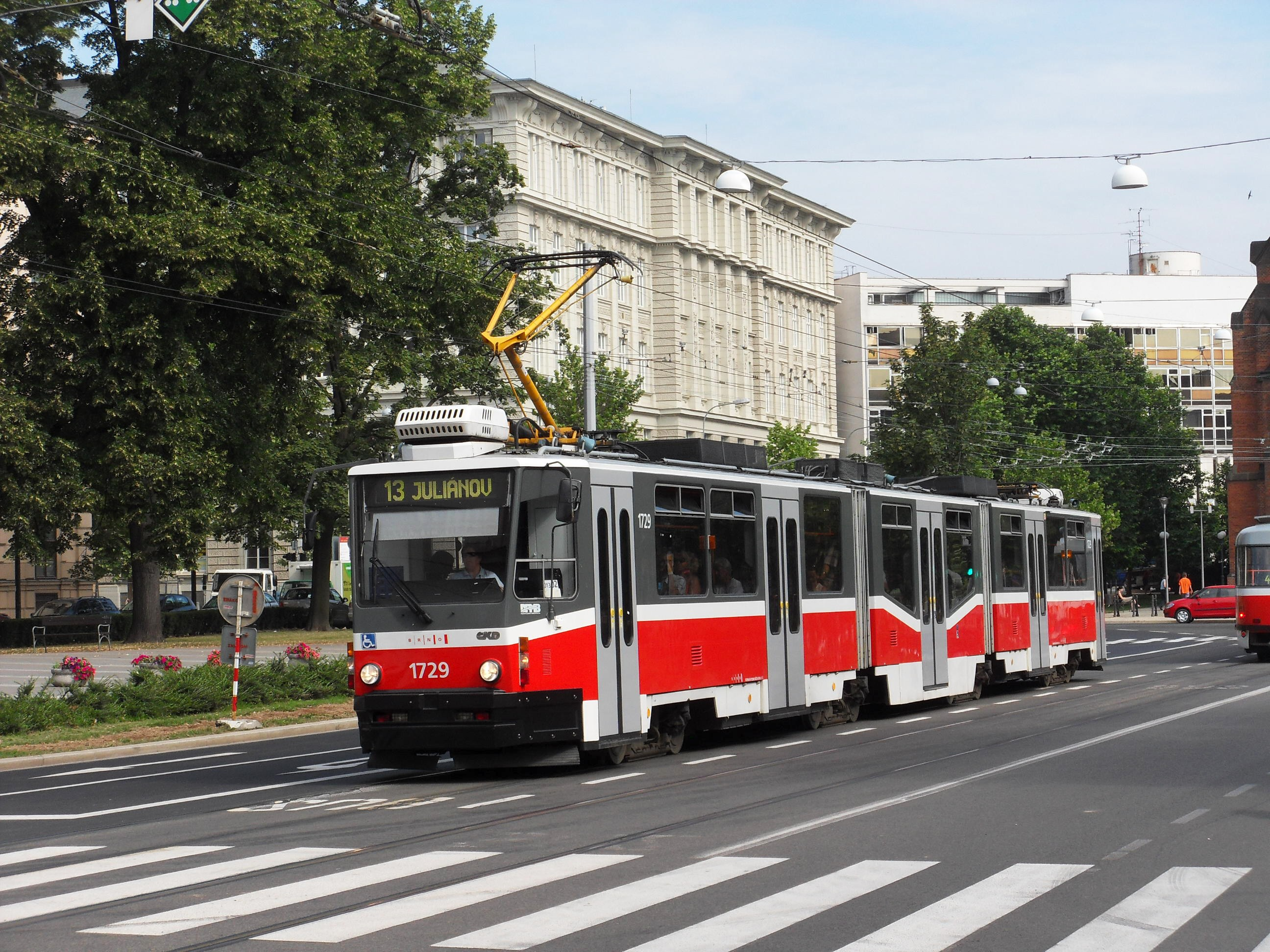
KT8D5N（ブルノ）

## 導入都市

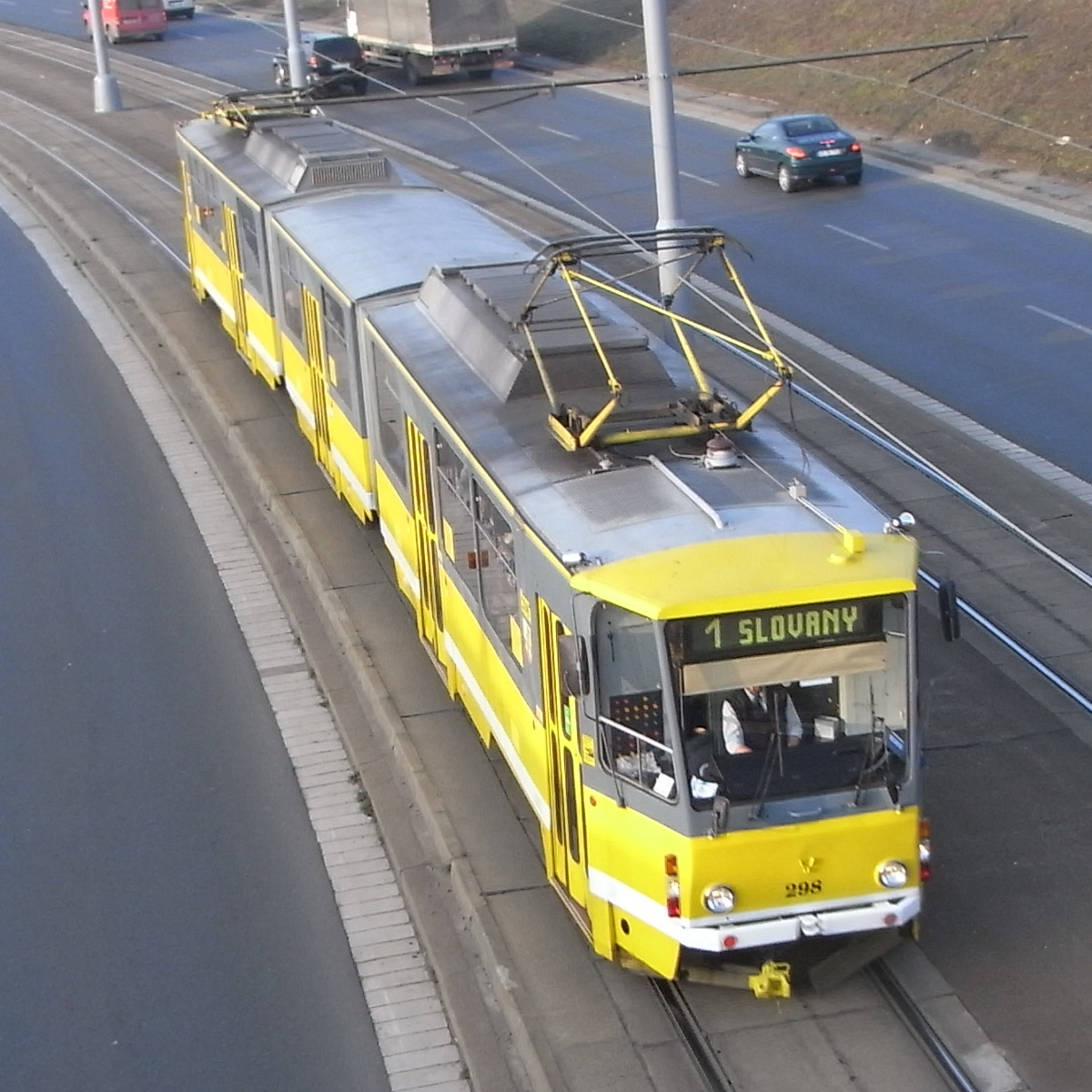
KT8D5（プルゼニ）

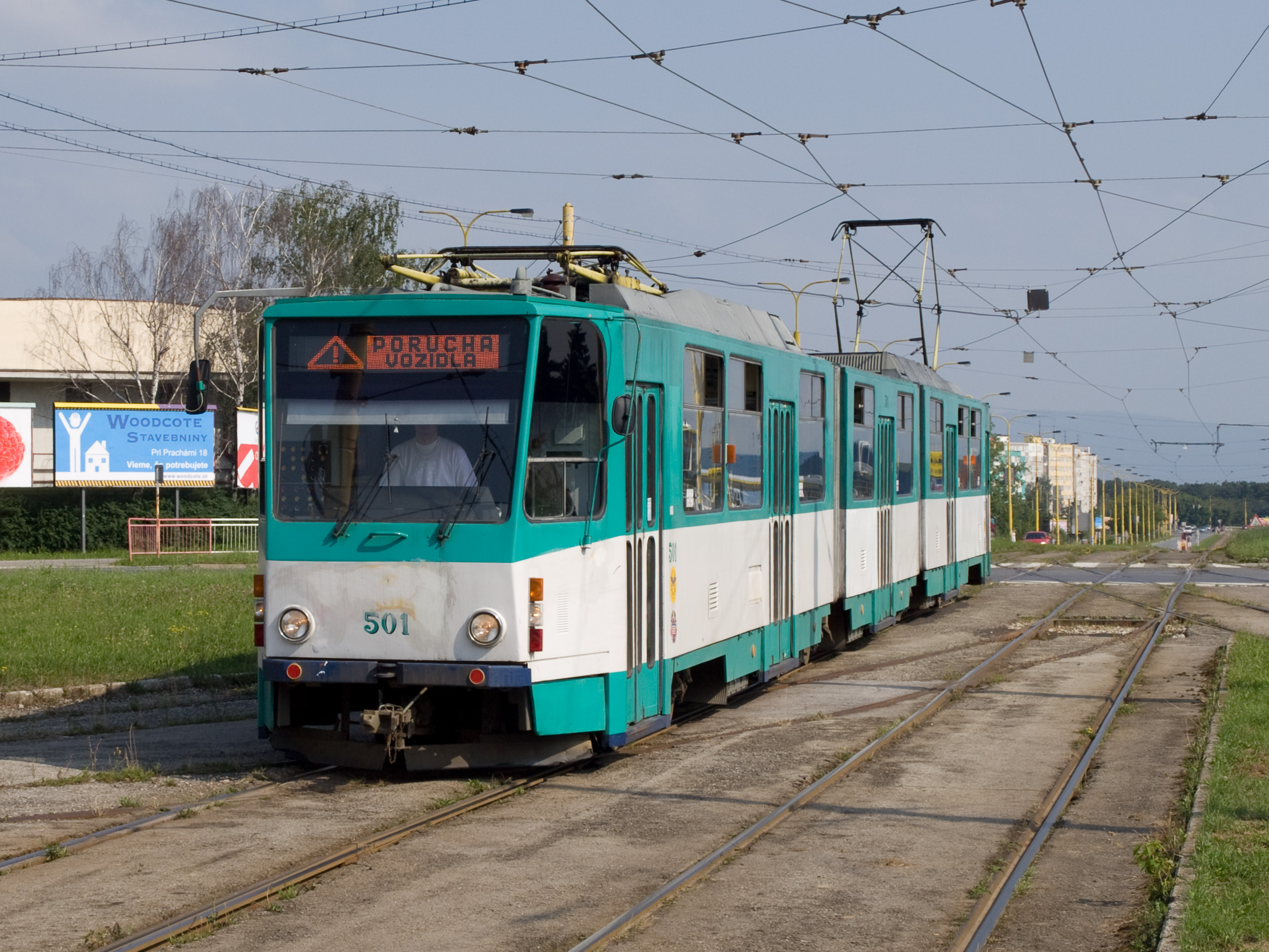
KT8D5（コシツェ）

タトラ国営会社（→ČKDタトラ）で製造されたタトラKT8D5が導入された都市は以下の通りである。国名や都市名の一部には略称を含む。これらの車両の中で、コシツェ市電に導入された40両のうち10両はミシュコルツ市電（ハンガリー）、4両は平壌市電（北朝鮮）、3両はシュトラウスベルク鉄道（ドイツ）に譲渡された他、ミシュコルツ市電へはモスト・リトヴィーノフ市電からも3両が譲渡されている。また、モスクワ市電に導入された1両については早期にヴォルゴグラード・メトロトラムへの譲渡が実施されている。
| KT8D5 導入都市一覧 | KT8D5 導入都市一覧                | KT8D5 導入都市一覧                                 | KT8D5 導入都市一覧 |
| 形式               | 導入国                            | 都市                                               | 導入両数           |
| ------------------ | --------------------------------- | -------------------------------------------------- | ------------------ |
| KT8D5              | チェコスロバキア (現：チェコ)     | プラハ (プラハ市電)                                | 48両               |
| KT8D5              | チェコスロバキア (現：チェコ)     | ブルノ (ブルノ市電)                                | 23両               |
| KT8D5              | チェコスロバキア (現：チェコ)     | オストラヴァ (オストラヴァ市電)                    | 16両               |
| KT8D5              | チェコスロバキア (現：チェコ)     | プルゼニ (プルゼニ市電)                            | 12両               |
| KT8D5              | チェコスロバキア (現：チェコ)     | モスト リトヴィーノフ (モスト・リトヴィーノフ市電) | 8両                |
| KT8D5              | チェコスロバキア (現：スロバキア) | コシツェ (コシツェ市電)                            | 40両               |
| KT8D5              | ソビエト連邦 (現：ロシア連邦)     | モスクワ (モスクワ市電)                            | 1両                |
| KT8D5SU            | チェコスロバキア (現：チェコ)     | ブルノ (ブルノ市電)                                | 5両                |
| KT8D5K             | 北朝鮮                            | 平壌 (平壌市電)                                    | 45両               |
| KT8D5K             | ボスニア・ヘルツェゴビナ          | サラエボ （サラエボ市電）                          | 1両                |
| KT8D5N             | チェコ                            | ブルノ (ブルノ市電)                                | 7両                |

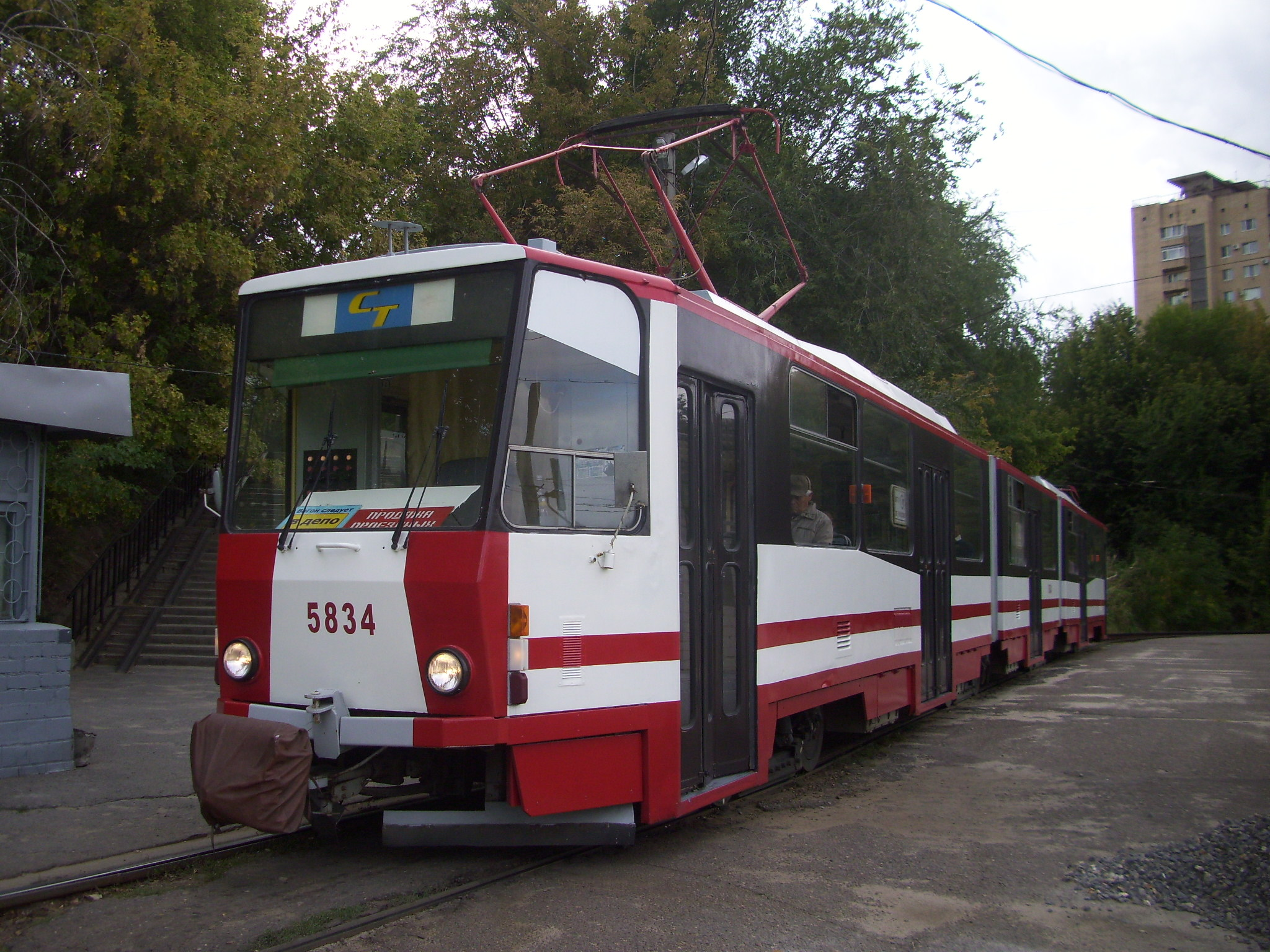
KT8D5（ヴォルゴグラード）
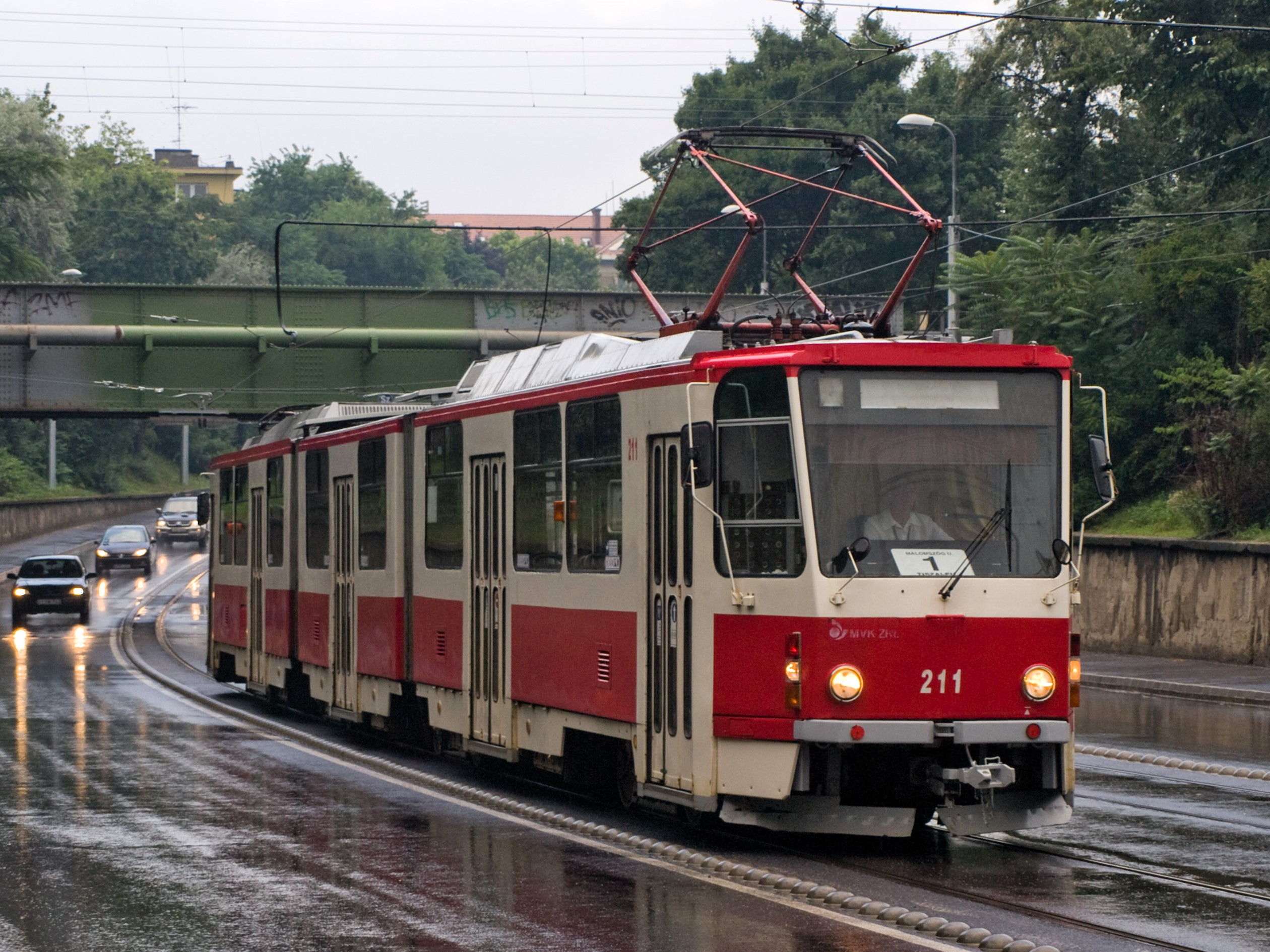
KT8D5（ミシュコルツ）
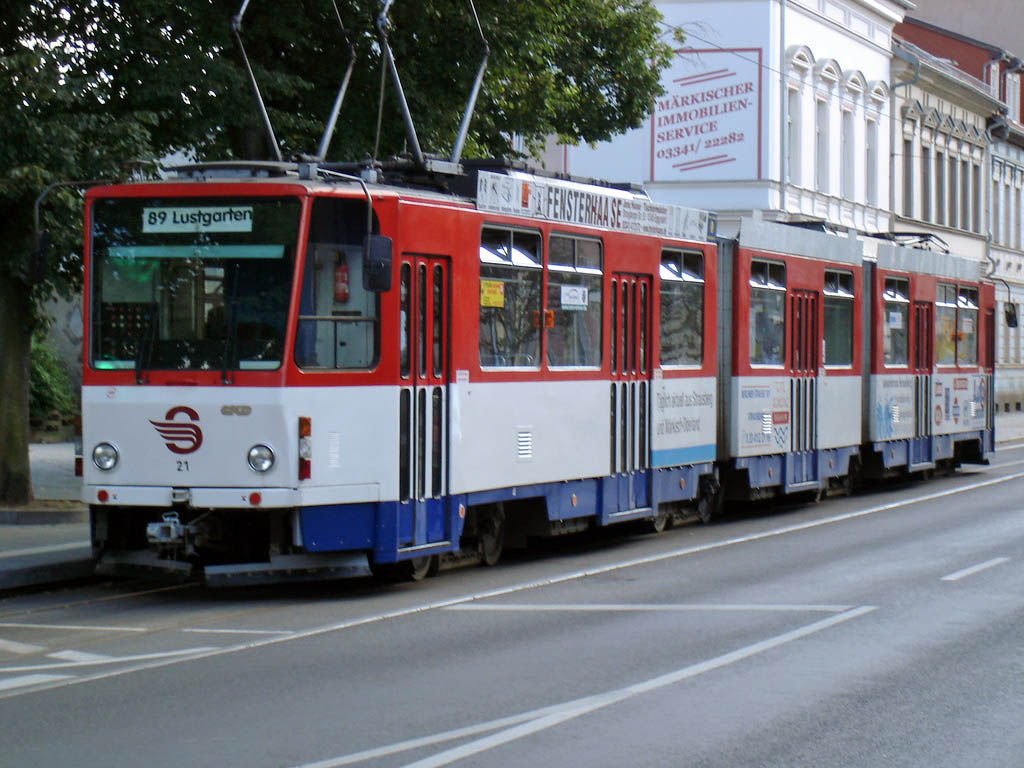
KT8D5（シュトラウスベルク鉄道）
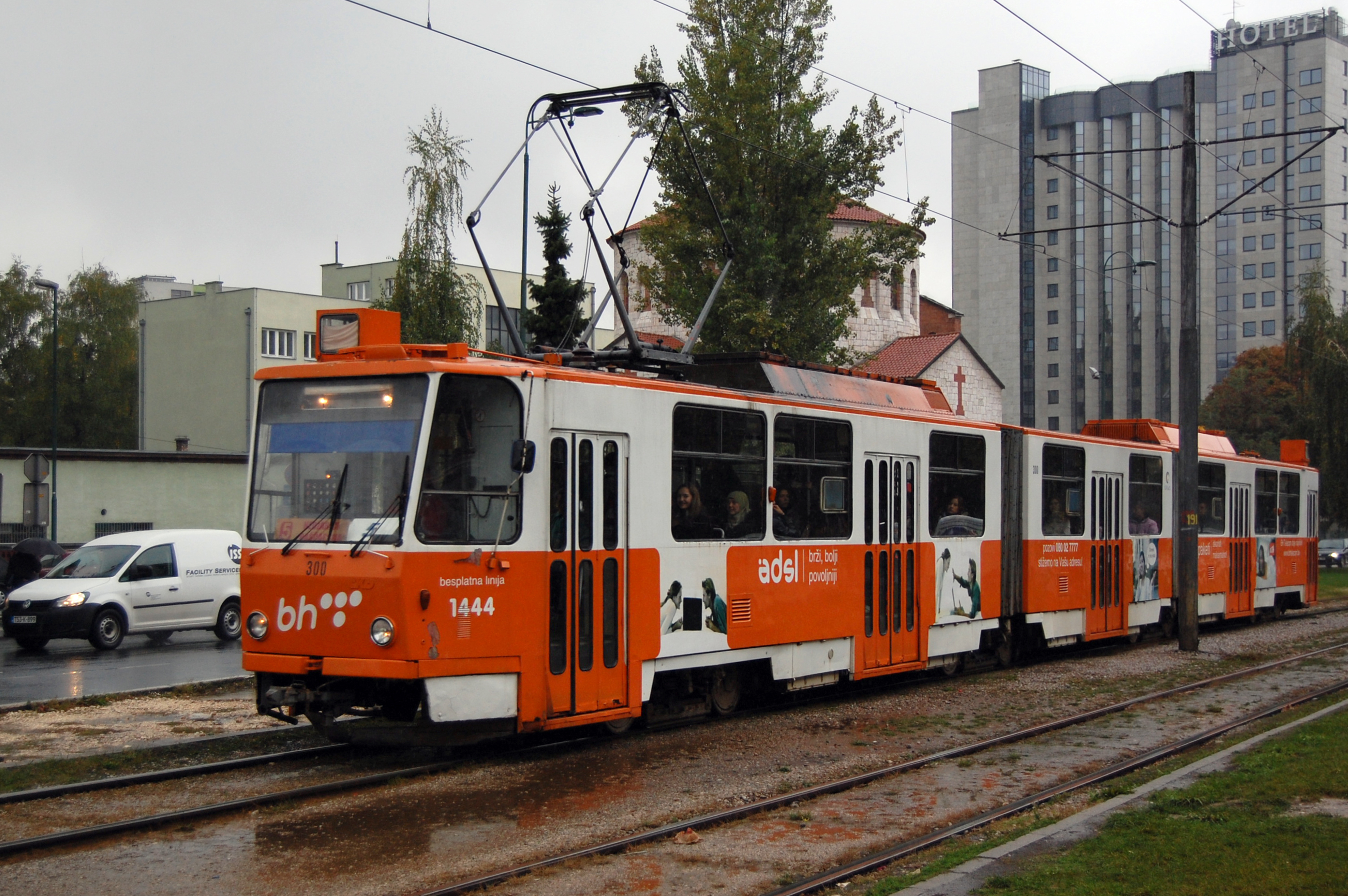
KT8D5K（サラエボ）

## 改造
2000年代以降、チェコやスロバキア向けの車両を中心にチェコのアライアンスTW（Aliance TW Team）によって更新工事が行われており、中間車体を床上高さ350 mmの新造車体（ML8LF）に交換する事で車内の20％をバリアフリーに対応した低床構造にする他、外板の薄さが課題となっていた車体の強化、台車や制御装置、暖房装置など主要機器の修繕、車内の改装などが実施されている。更に運転台についても機器の更新やスイッチ類の配置見直しに加え、冷房装置の搭載やバックミラーの設置など快適性や安全性の向上がなされている。これらの更新車両は、改造内容によって以下の形式に分かれる。
- KT8D5.RN1 - 一連の更新工事に加え、ループ線が存在する路線条件に合わせて片側の運転台や左側面の乗降扉の撤去や、それに伴う座席の追加設置が行われた形式。チェコのオストラヴァ市電に在籍する16両全車に対して改造が実施され、2011年までに完了した[22][23]。
- KT8D5.RN2 - チェコのブルノ市電、スロバキアのコシツェ市電の車両を改造した形式[17][8]。
- KT8D5.RN2P - RN2で実施された工事内容に加え、電気機器をチェコのセゲレツ（Cegelec）が展開するIGBT素子を用いた直流制御ユニットである"TVプログレス"（TV Progress）に交換した形式。これによって回生ブレーキの使用が可能となり、消費電力が大幅に削減された。チェコのプルゼニ市電とプラハ市電に在籍する全てのKT8D5[注釈 1]に対して工事が行われ、後者についてはドイツのシュトラウスベルク鉄道やハンガリーのミシュコルツ市電から譲渡された車両[注釈 2]も追加で改造された他、騒音防止のため台車部を覆うカバーが設置されている[5][6][24][25][26]。
- KT8D5.RN2S - スロバキアのコシツェ市電から3両の譲渡を受けたドイツ・シュトラウスベルク鉄道のKT8D5のうち、プラハ市電へ再譲渡されずそのまま残存した1両（22）については2014年に中間車体の低床車体への交換を始めプラハ市電向けのKT8D5.RN2Pに準じた更新工事を受けた他、超低床電車のフレキシティ・ベルリンと同じ黄色1色塗りに塗装変更された[9][10]。

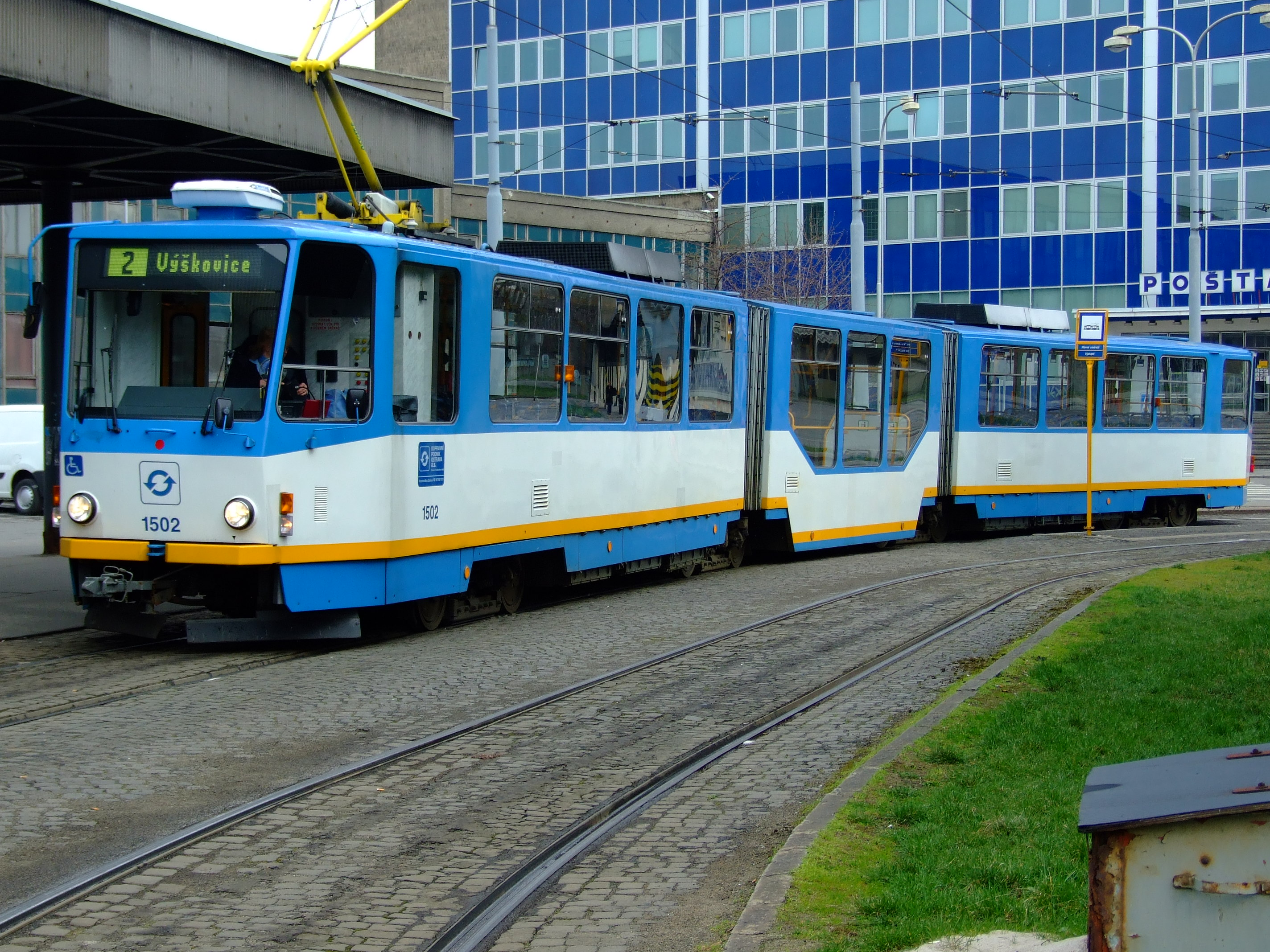
KT8D5.RN1（オストラヴァ）
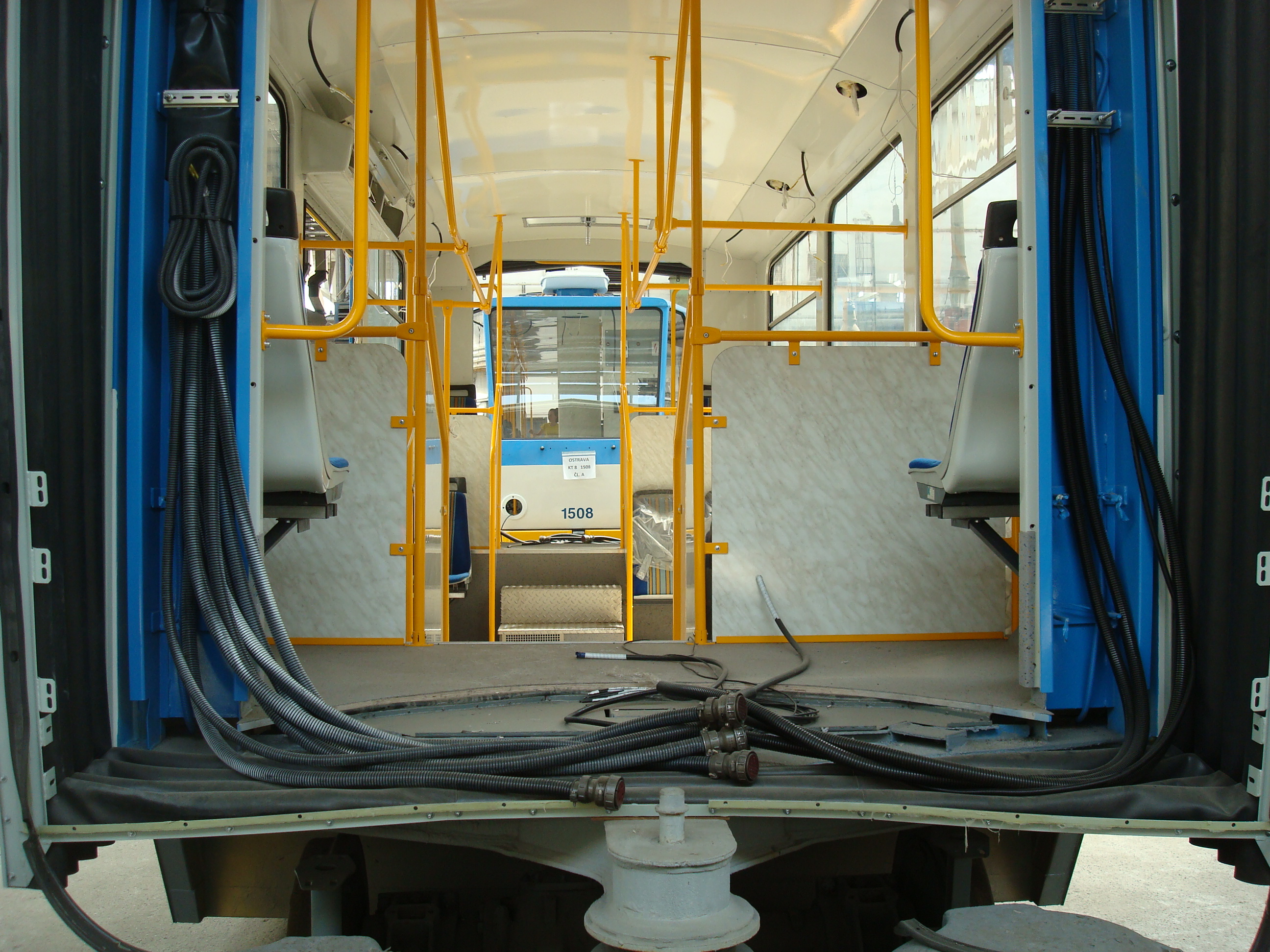
KT8D5.RN1（整備中の車内）
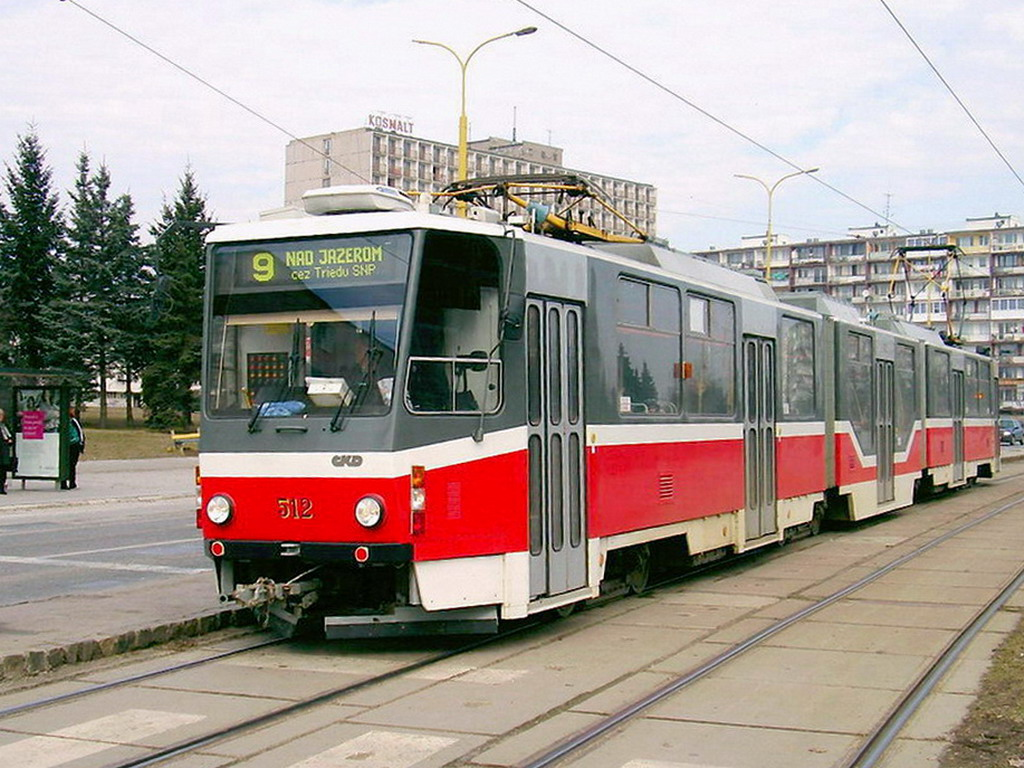
KT8D5.RN2（コシツェ）
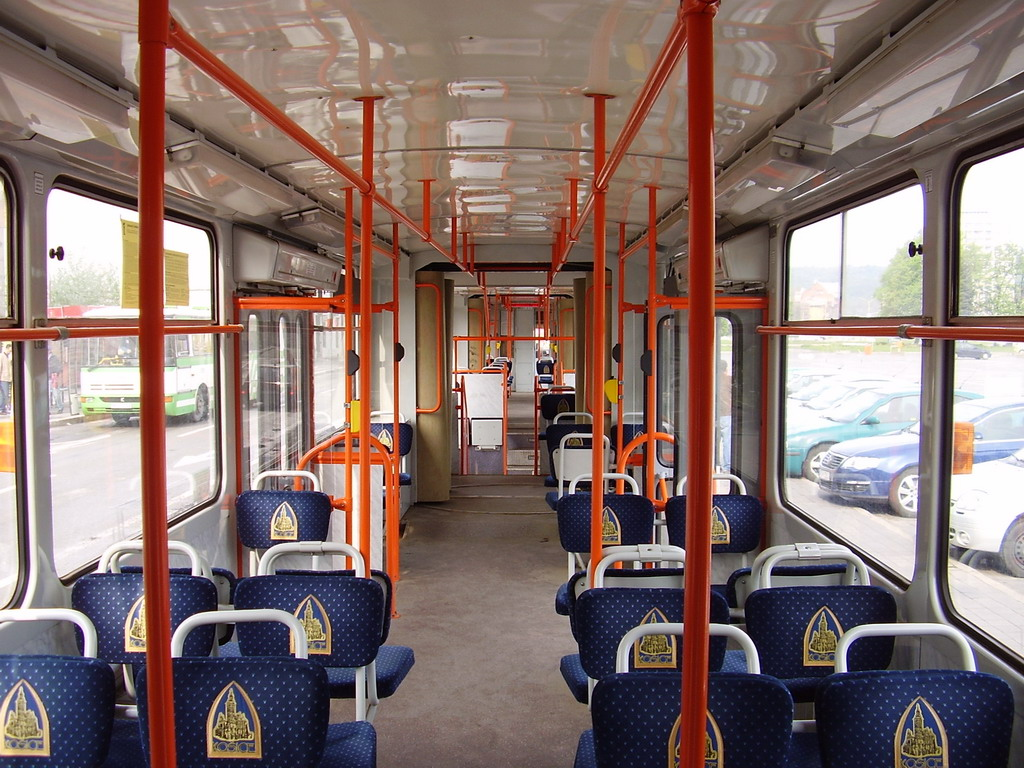
KT8D5.RN2（車内、コシツェ）
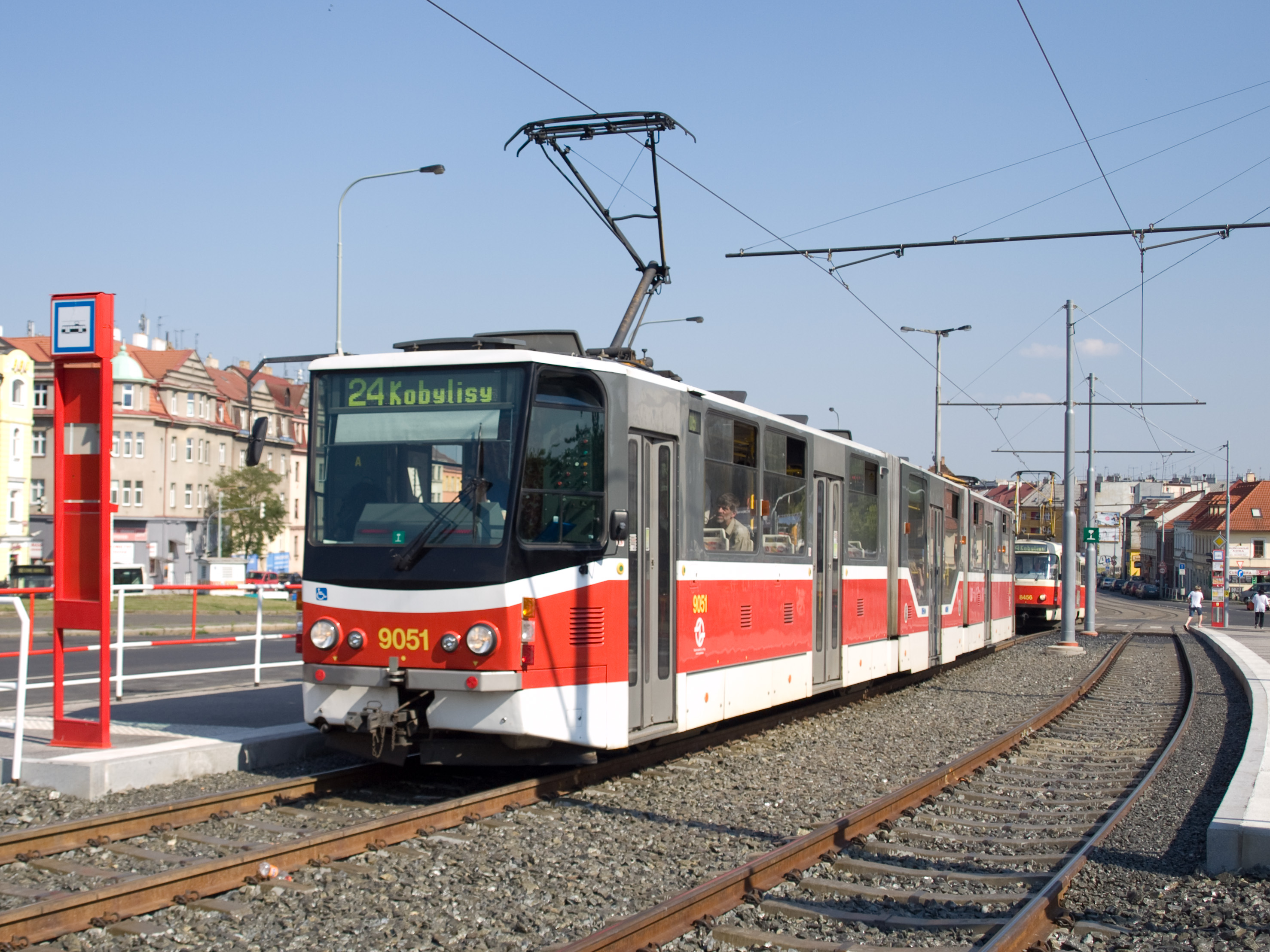
KT8D5.RN2P（プラハ）
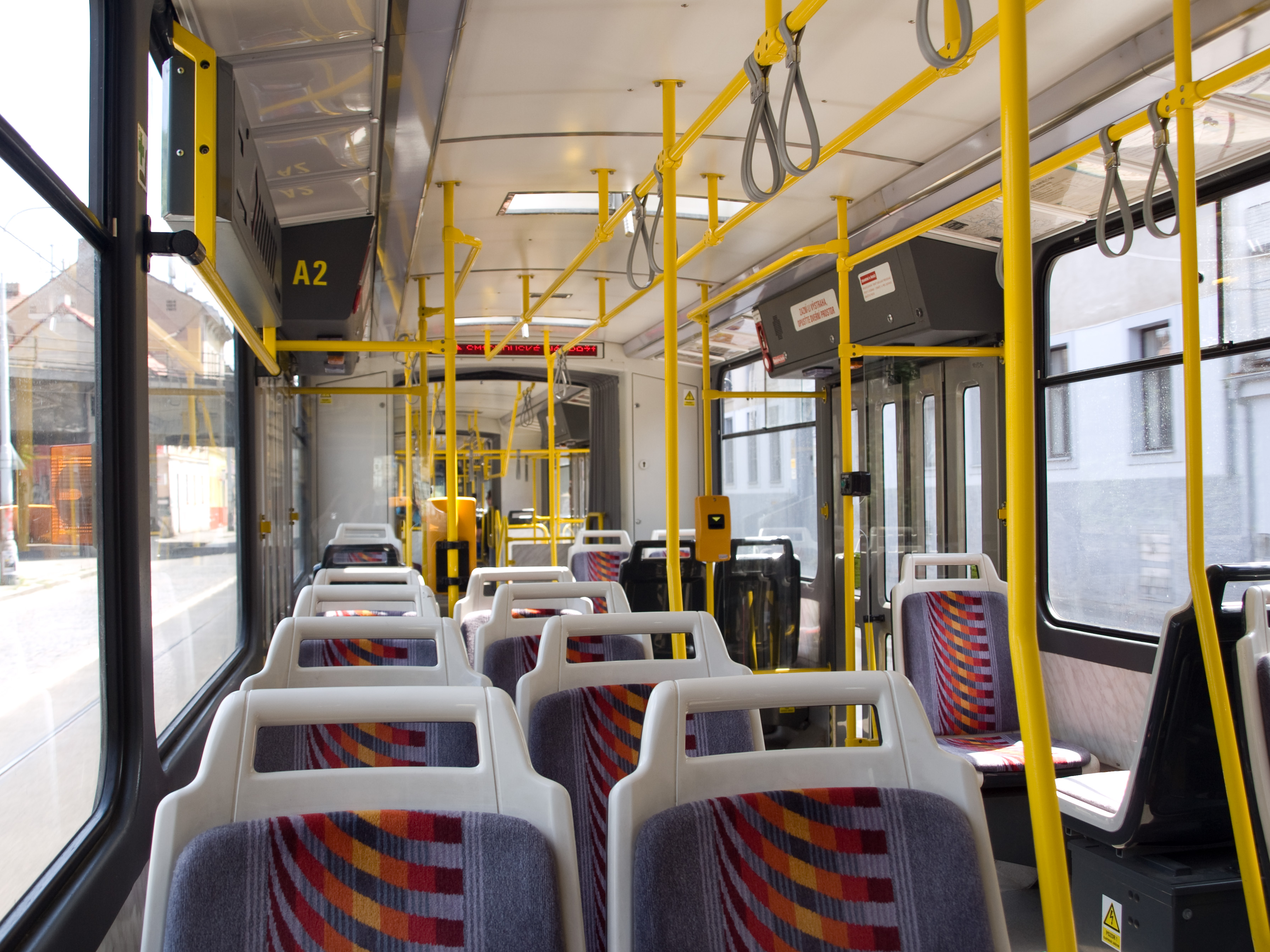
KT8D5.RN2P（車内、低床部分）
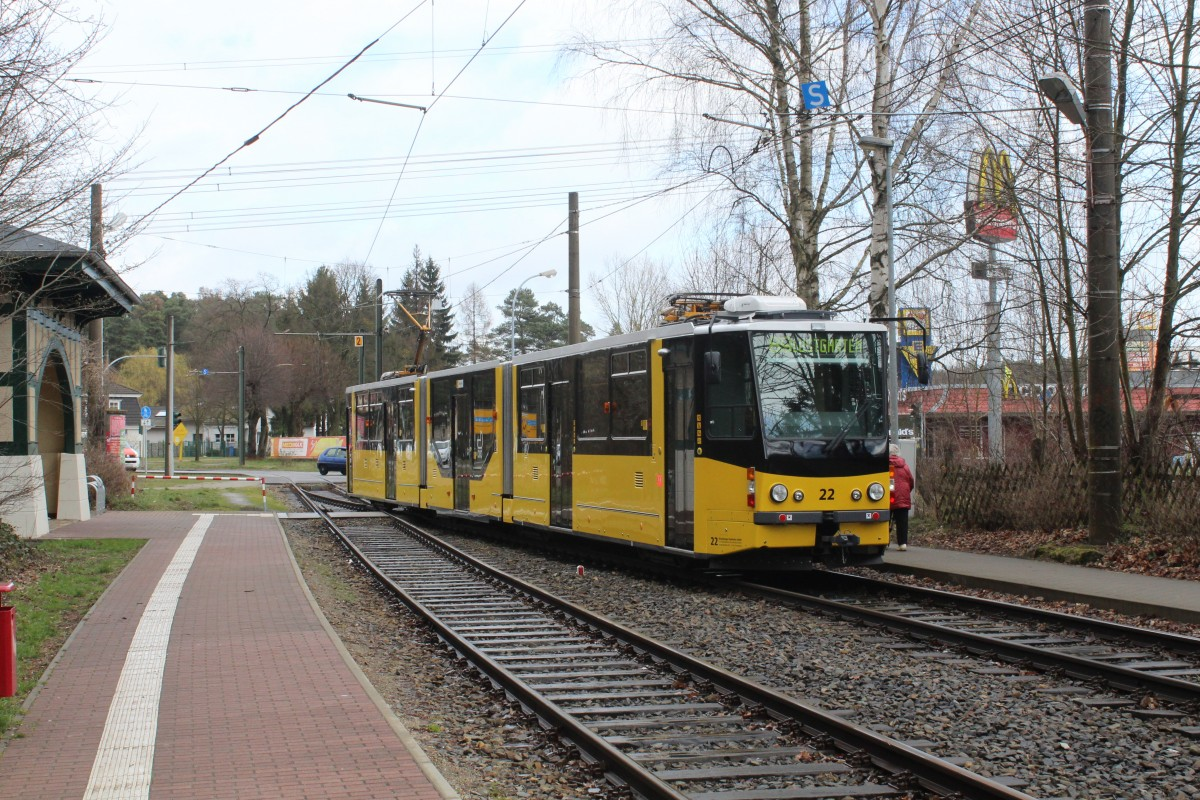
KT8D5.RN2S（シュトラウスベルク鉄道）

## 関連形式
- マニラ・メトロレール3000形電車 - フィリピンの首都・マニラのマニラ・メトロレール向けに製造されたライトレール用車両。ČKDタトラでの形式名は「RT8D5M」もしくは「RT8M」で、KT8D5を基に設計が行われた[4][27]。
- K-1M8（ウクライナ語版） - ウクライナの鉄道車両メーカーであるタトラ＝ユークが開発した3車体連接車。KT8D5を基に設計が行われた[28]。
- 平壌市電用新型電車 - 2018年に最初の車両が製造された3車体連接車。流線形の前面を持つ新造車体を有し、誘導電動機やパルスコンバータ、マイクロプロセッサ制御などの新技術が多数導入された北朝鮮の国産車両（バス修理工場製）と発表されているが、編成や車体形状の類似性からKT8D5との関連性が指摘されている。完成時には金正恩総書記を招いた試乗会も行われた[18][29]。

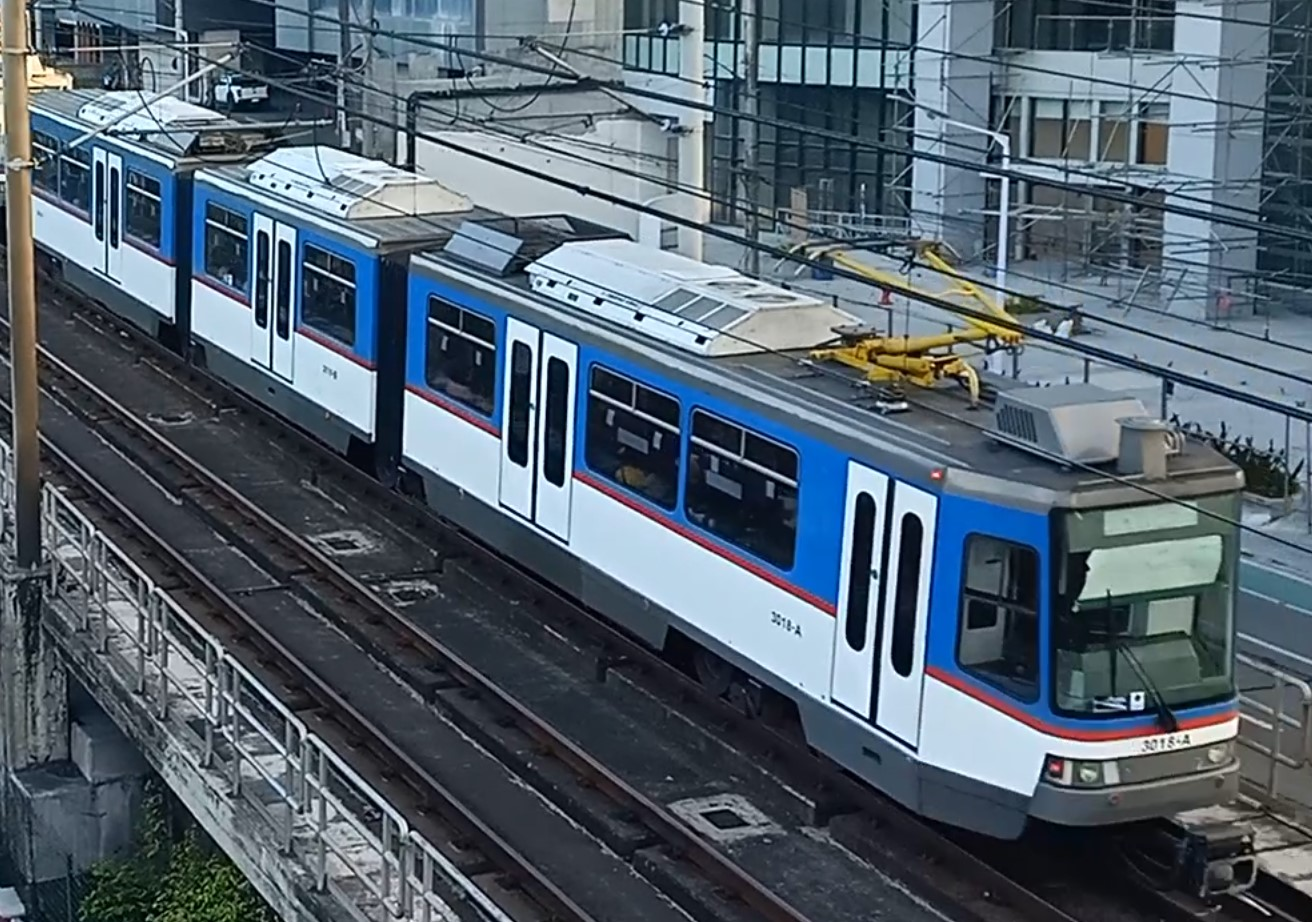
マニラ・メトロレール3000形電車（2022年撮影）
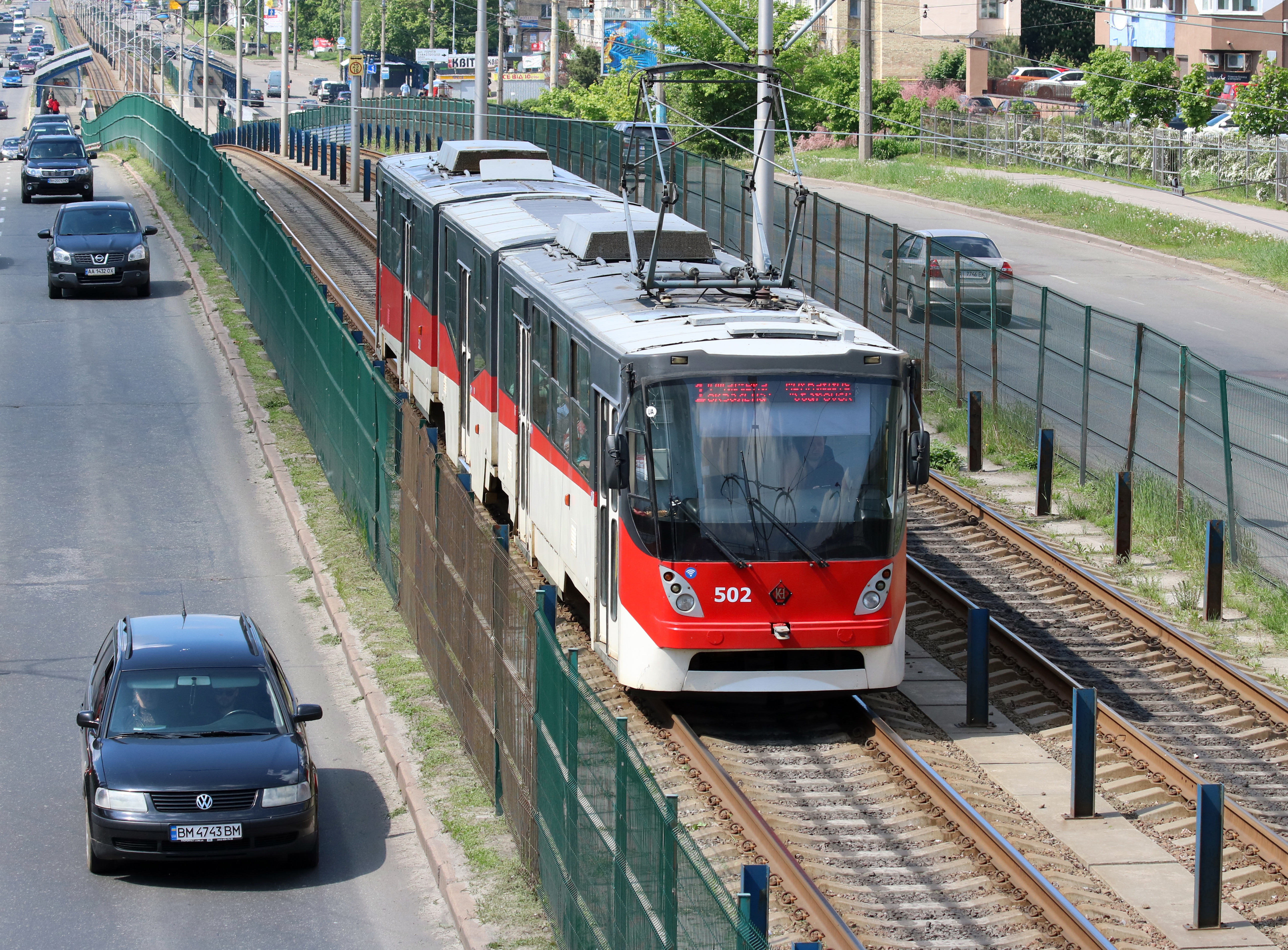
K-1M8（2019年撮影）
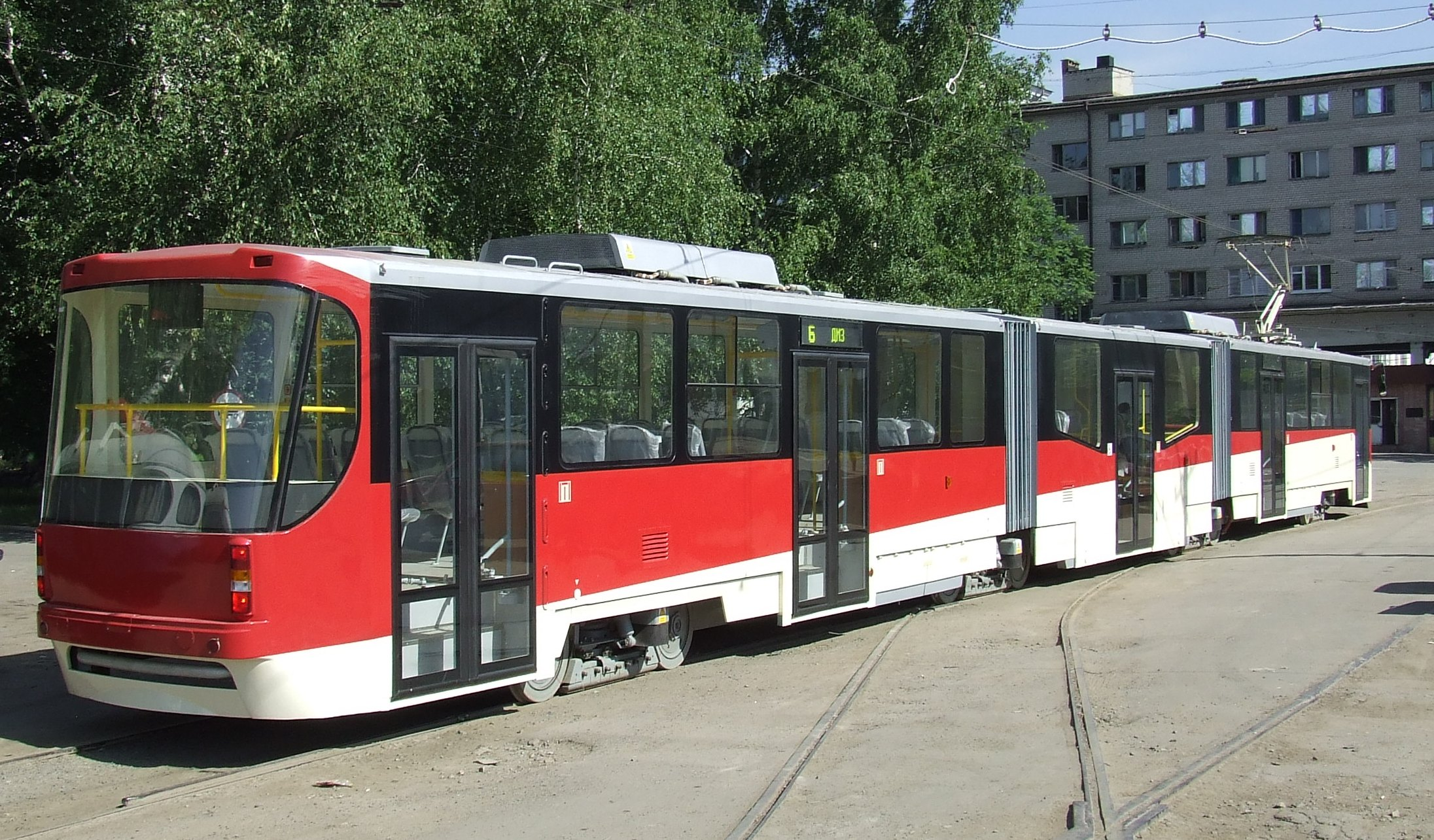
K-1M8（2007年撮影）